# Skälhult
Skälhult är ett naturreservat kring en gård belägen nordost om Lidhult i Ljungby kommun, Kronobergs län. 
Reservatet är skyddat sedan 2016 och omfattar 63 hektar. I reservatet finns ädellövskogspartier och  barrskogar.